# Oekraïne op de Olympische Winterspelen 2018
Oekraïne was een van de deelnemende landen aan de Olympische Winterspelen 2018 in Pyeongchang, Zuid-Korea.

## Medailleoverzicht
| Sport          | Olympiër            | Onderdeel   | Medaille |
| -------------- | ------------------- | ----------- | -------- |
| Freestyleskiën | Oleksandr Abramenko | aerials (m) | Goud     |

## Deelnemers en resultaten
(m) = mannen, (v) = vrouwen 

### Alpineskiën
| Olympiër         | Onderdeel        | Resultaat | Prestatie                                                            |
| ---------------- | ---------------- | --------- | -------------------------------------------------------------------- |
| Ivan Kovbasnjoek | combinatie (m)   | DNF       | afdaling: 1.24,21 (57e) slalom: niet gefinisht                       |
| Ivan Kovbasnjoek | afdaling (m)     | 49e       | 1.48,57 (+8,32)                                                      |
| Ivan Kovbasnjoek | reuzenslalom (m) | 57e       | 1e run: 1.20,41 (70e) 2e run: 1.17,26 (51e) totaal: 2.37,67 (+19,63) |
| Ivan Kovbasnjoek | super g (m)      | DNF       | niet gefinisht                                                       |
|                  |                  |           |                                                                      |
| Olha Knysj       | reuzenslalom (v) | DNF-2     | 1e run: 1.20,51 (53e) 2e run: niet gefinisht                         |
| Olha Knysj       | slalom (v)       | 45e       | 1e run: 59,07 (50e) 2e run: 58,93 (46e) totaal: 1.58,00 (+19,37)     |
| Olha Knysj       | super g (v)      | 43e       | 1.30,60 (+9,49)                                                      |

### Biatlon
| Olympiër                                                            | Onderdeel          | Resultaat | Prestatie |
| ------------------------------------------------------------------- | ------------------ | --------- | --- |
| Dmytro Pidroetsjny                                                  | sprint (m)         | 21e       | 24.27,5 (+48,7) pen.: 0 (0 + 0)                                                                               |
| Dmytro Pidroetsjny                                                  | achtervolging (m)  | 34e       | 36.53,2 (+4.01,5) pen.: 4 (1 + 0 + 2 + 1)                                                                     |
| Artem Pryma                                                         | individueel (m)    | 46e       | 52.36,5 (+4.32,7) pen.: 4 (1 + 2 + 0 + 1)                                                                     |
| Artem Pryma                                                         | sprint (m)         | 40e       | 25.14,9 (+1.36,1) pen.: 2 (1 + 1)                                                                             |
| Artem Pryma                                                         | achtervolging (m)  | 38e       | 37.16,3 (+4.24,6) pen.: 6 (1 + 1 + 2 + 2)                                                                     |
| Serhij Semenov                                                      | individueel (m)    | 53e       | 52.57,9 (+4.54,1) pen.: 3 (1 + 0 + 1 + 1)                                                                     |
| Serhij Semenov                                                      | sprint (m)         | 46e       | 25.24,9 (+1.46,1) pen.: 1 (0 + 1)                                                                             |
| Serhij Semenov                                                      | achtervolging (m)  | 49e       | 38.23,7 (+5.32,0) pen.: 5 (1 + 0 + 2 + 2)                                                                     |
| Vladimir Semakov                                                    | individueel (m)    | 31e       | 51.32,1 (+3.28,3) pen.: 1 (0 + 1 + 0 + 0)                                                                     |
| Vladimir Semakov                                                    | sprint (m)         | 78e       | 26.31,7 (+2.52,9) pen.: 3 (1 + 2)                                                                             |
| Artem Tysjtsjenko                                                   | individueel (m)    | 29e       | 51.15,2 (+3.11,4) pen.: 0 (0 + 0 + 0 + 0)                                                                     |
| Artem Pryma Serhij Semenov Vladimir Semakov Dmytro Pidroetsjny      | estafette (m)      | 9e        | 18.47,5 / 0+0 0+0 20.19,4 / 0+0 0+3 20.55,7 / 0+0 1+3 20.14,7 / 0+0 1+3 totaal: 1:20.17,3 / 0+0 2+9 (+5.00,8) |
|                                                                     |                    |           | |
| Joelia Dzjyma                                                       | individueel (v)    | 20e       | 44.33,9 (+3.26,7) pen.: 2 (1 + 0 + 1 + 0)                                                                     |
| Anastasija Merkoesjyna                                              | individueel (v)    | 70e       | 48.42,0 (+7.34,8) pen.: 6 (1 + 1 + 3 + 1)                                                                     |
| Anastasija Merkoesjyna                                              | sprint (v)         | 55e       | 23.32,3 (+2.26,1) pen.: 3 (2 + 1)                                                                             |
| Anastasija Merkoesjyna                                              | achtervolging (v)  | 46e       | 35.30,4 (+4.55,1) pen.: 5 (0 + 2 + 2 + 1)                                                                     |
| Valj Semerenko                                                      | individueel (v)    | 25e       | 44.53,9 (+3.46,7) pen.: 1 (0 + 0 + 0 + 1)                                                                     |
| Valj Semerenko                                                      | sprint (v)         | 46e       | 23.20,9 (+2.14,7) pen.: 3 (2 + 1)                                                                             |
| Valj Semerenko                                                      | massastart (v)     | 19e       | 37.39,9 / 1+0 0+0 (+2.16,9)                                                                                   |
| Vita Semerenko                                                      | individueel (v)    | 63e       | 48.03,8 (+6.56,6) pen.: 5 (0 + 3 + 1 + 1)                                                                     |
| Vita Semerenko                                                      | sprint (v)         | 14e       | 22.00,7 (+54,5) pen.: 1 (0 + 1)                                                                               |
| Vita Semerenko                                                      | achtervolging (v)  | 18e       | 32.54,4 (+2.19,1) pen.: 4 (2 + 1 + 1 + 0)                                                                     |
| Vita Semerenko                                                      | massastart (v)     | 24e       | 38.25,3 / 0+0 3+0 (+3.02,3)                                                                                   |
| Iryna Varvynets                                                     | sprint (v)         | 73e       | 24.48,1 (+3.41,9) pen.: 5 (1 + 4)                                                                             |
| Iryna Varvynets Vita Semerenko Joelia Dzjyma Anastasija Merkoesjyna | estafette (v)      | 11e       | 18.30,9 / 0+0 1+3 19.15,4 / 0+0 1+3 17.38,7 / 0+1 0+1 18.19,8 / 0+2 0+0 totaal: 1:13.44,8 / 0+3 2+7           |
|                                                                     |                    |           | |
| Iryna Varvynets Joelia Dzjyma Dmytro Pidroetsjny Artem Pryma        | gemengde estafette | 7e        | 16.18,6 / 0+1 0+0 16.29,6 / 0+1 0+0 18.22,9 / 0+1 0+1 18.35,3 / 0+0 0+1 totaal: 1:09.46,4 / 0+3 0+2           |

### Freestyleskiën
| Olympiër            | Onderdeel   | Resultaat    | Prestatie |
| ------------------- | ----------- | ------------ | --- |
| Oleksandr Abramenko | aerials (m) | Goud         | kwalificatie-1: 123.01 (9e) kwalificatie-2: 123.01 - 123.08 (4e) finale-1: 125.67 (3e) finale-2: 125.79 (4e) finale-3: 128.51 (1e) |
|                     |             |              | |
| Olga Poljoek        | aerials (v) | kwalificatie | kwalificatie-1: 82.21 (10e) kwalificatie-2: 82.21 - 55.50 (10e)                                                                    |
| Tetjana Petrova     | moguls (v)  | 30e          | kwalificatie 1: 46.19 pnt (29e) kwalificatie 2: 46.19 - 23.07 (20e)                                                                |

### Kunstrijden
| Olympiër                           | Onderdeel | Resultaat | Prestatie                |
| ---------------------------------- | --------- | --------- | ------------------------ |
| Jaroslav Paniot                    | mannen    | 30e       | 46.58 (korte kür: 46.58) |
| Anna Chnytsjenkova                 | vrouwen   | 29e       | 47.59 (korte kür: 47.59) |
| Oleksandra Nazarova Maksym Nikitin | ijsdansen | 21e       | 57.97 (korte kür: 57.97) |

### Langlaufen
| Olympiër                          | Onderdeel             | Resultaat | Prestatie                                 |
| --------------------------------- | --------------------- | --------- | ----------------------------------------- |
| Oleksij Krasovsky                 | sprint (m)            | 70e       | kwalificatie: 3.33,40 (+24,86)            |
| Oleksij Krasovsky                 | 15 km vrije stijl (m) | 84e       | 39.05,3 (+5.21,4)                         |
| Oleksij Krasovsky                 | 30 km skiatlon (m)    | 61e       | LAP (ronde achterstand)                   |
| Andrij Orlyk                      | sprint (m)            | 73e       | kwalificatie: 3.39,18 (+30,64)            |
| Andrij Orlyk                      | 15 km vrije stijl (m) | 86e       | 39.11,3 (+5.27,4)                         |
| Oleksij Krasovsky Andrij Orlyk    | teamsprint (m)        | HF        | halve finale-2: 17.32,50 (+1.26,53) (10e) |
|                                   |                       |           |                                           |
| Maryna Antsybor                   | sprint (v)            | 56e       | kwalificatie: 3.40,17 (+31,43)            |
| Maryna Antsybor                   | 10 km vrije stijl (v) | 46e       | 28.18,7 (+3.18,2)                         |
| Maryna Antsybor                   | 15 km skiatlon (v)    | 53e       | 46.18,2 (+5.33,3)                         |
| Tetjana Antypenko                 | sprint (v)            | 54e       | kwalificatie: 3.38,56 (+29,82)            |
| Tetjana Antypenko                 | 10 km vrije stijl (v) | 52e       | 28.38,2 (+3.37,7)                         |
| Tetjana Antypenko                 | 15 km skiatlon (v)    | 45e       | 45.31,2 (+4.46,3)                         |
| Tetjana Antypenko                 | 30 km klassiek (v)    | 38e       | 1:38.17,3 (+15.59,7)                      |
| Maryna Antsybor Tetjana Antypenko | teamsprint (v)        | HF        | halve finale-2: 17.35,94 (+1.13,38)       |

### Noordse combinatie
| Olympiër          | Onderdeel                | Resultaat | Prestatie                                                                                             |
| ----------------- | ------------------------ | --------- | --- |
| Viktor Pasitsjnyk | gundersen normale schans | 30e       | schansspringen: 89,5 m - 84.0 pnt (36e; +3.06) langlaufen: 24.40,1 (13e) totaal: 27.46,1 (+2.54,7)    |
| Viktor Pasitsjnyk | gundersen grote schans   | 23e       | schansspringen: 126,0 m - 108.2 pnt (21e; +2,03) langlaufen: 24.36,6 (33e) totaal: 226.39,6 (+2.47,1) |

### Rodelen
| Olympiër                                                      | Onderdeel          | Resultaat | Prestatie |
| ------------------------------------------------------------- | ------------------ | --------- | --- |
| Anton Doekatsj                                                | mannen             | 23e       | run 1: 48,888 (+1,236) (27e) run 2: 48,307 (+0,682) (21e) run 3: 48,303 (+0,769) (24e) totaal: 2.25,498 (+2,639)     |
| Andrij Mandzi                                                 | mannen             | 40e       | run 1: 1.02,935 (+15,283) (40e) run 2: 48,473 (+0,848) (25e) run 3: 47,981 (+0,447) (19e) totaal: 2.39,389 (+16,530) |
|                                                               |                    |           | |
| Olena Sjchoemova                                              | vrouwen            | 21e       | run 1: 46,950 (19e) run 2: 46,844 (19e) run 3: 47,751 (26e) run 4: niet gekwalificeerd                               |
| Olena Stetskiv                                                | vrouwen            | 28e       | run 1: 50,599 (30e) run 2: 48,303 (29e) run 3: 47,924 (28e) run 4: niet gekwalificeerd                               |
|                                                               |                    |           | |
| Oleksandr Obolontsjyk Roman Zacharkiv                         | dubbels            | 20e       | run 1: 48,316 (+2,496) (20e) run 2: 47,401 (+1,524) (20e) totaal: 1.35,717 (+4,020)                                  |
|                                                               |                    |           | |
| Olena Sjchoemova Anton Doekatsj O. Obolontsjyk / R. Zacharkiv | gemengde estafette | 13e       | 51,503 (13e) 49,135 (9e) 50,365 (13e) totaal: 2.31,003                                                               |

### Skeleton
| Olympiër               | Onderdeel | Resultaat | Prestatie                               |
| ---------------------- | --------- | --------- | --------------------------------------- |
| Vladyslav Heraskevytsj | mannen    | 12e       | 3.24,47 (51,26 / 51,16 / 51,21 / 50,85) |

### Snowboarden
| Olympiër         | Onderdeel                | Resultaat | Prestatie                               |
| ---------------- | ------------------------ | --------- | --------------------------------------- |
| Annamari Dantsja | parallelreuzenslalom (v) | 28e       | kwalificatie: 1.46,64 (1.00,12 + 46,52) |